# Код (фільм, 2001)
Код (англ. The Code) — фінський документальний фільм про GNU/Linux 2001 року. Фільм показує людей, що стоять за розвитком Open Source та безкоштовного програмного забезпечення.

## Синопсис
У 1991 році 20-річний Лінус Торвальдс фінський студент інформатики надсилає повідомлення до групи новин в інтернеті з проханням поради щодо того, як зробити кращу операційну систему. За його словами, його проект — це хобі. Але за десять років він і його слабкий альянс хакерів по всьому світу створюють операційну систему – Linux – яка кидає виклик Windows 2000 на ринку сервісів і тепер готова домінувати над наступним поколінням комп’ютерів. Що відрізняє Linux від інших і викликає глибоке занепокоєння у традиційних компаній-розробників, це те, що він нікому не належить. Кожен користувач має право адаптувати його будь-яким способом, якщо він передає його іншим на тих самих умовах.
Фільм розповідає по перше десятиліття Linux з 1991 по 2001 рік. Окрім Торвальдса, розповідь і про багатьох його найближчих союзників у процесі розробки, який сьогодні вважається найбільшою історією успіху інтернет-культури. Торвальдс перетворюється на міжнародну медіа-зірку, він більше не сором’язливий ботанік, а розслаблений, дотепний медіа-виконавець. Але навіть після всієї цієї уваги Лінус Торвальдс залишається, як особистість, загадкою. 
Герой фільму – архетип нашого часу: програміст. У фільмі програмування частково розглядається як форма мистецтва. Як і художники, програмісти роблять це, навіть якщо не отримають грошей. Через Торвальдса та його когорту, слідкуючи за процесом розробки коду, ми проникаємо в розум програміста – і в спілкування між програмістами. Діючи зі свого кабінету в Сан-Хосе, Каліфорнія, Лінус є доброзичливим диктатором серед сотень розробників Linux у всьому світі. Ця кімната є центром їхнього всесвіту. Все йде через Лінуса або його праву руку Алана Кокса, валлійця. Розробники змагаються, щоб Лінус прийняв їхні рішення та вдосконалення. Він відкрито зізнається, що спочатку розробив лише 2% або 3% коду, і що він спирався на роботу попередніх програмістів, як-от Річард Столлман. Лідерство у всесвіті Linux полягає в тому, щоб змусити людей довіряти достатньо, щоб вони приймали поради, змушуючи їх робити щось з власних причин, а не через будь-який зовнішній тиск. Лінус суворий, лояльний, диктаторський, скромний і позитивний водночас. А це запорука здійснення колективної мрії. 
У фільмі йдеться про людське бажання ділитися та обмінюватися, досягати чогось через співпрацю, мотив прибутку не є домінуючим фактором. Linux і рух за вільне програмне забезпечення показали нові способи отримання прибутку в комп’ютерній індустрії, водночас викликавши гарячі дебати щодо етики бізнесу та старої проблеми свободи слова. 

## В ролях
- Алан Кокс - один з головних розробників ядра Linux, GNOME Xorg, зараз працює в RedHat.
- Міґель де Іказа - мексиканський програміст, відомий своєю участю в проєктах GNOME і Mono.
- Джон Холл - виконавчий директор Linux International, брав участь у проєкті Торвалдса в самому його початку.
- Ерік Оллман - людина, яка дала ім'я операційній системі Linux.
- Девід С. Міллер - один з "батьків" Linux, що займався підтримкою ядром засобів TCP.
- Ерік Реймонд - один з основоположників культури "справжніх" хакерів, анархо-капіталіст.
- Річард Столмен - автор GNU project, Free Software Foundation, free C++ compilers, awk, Emacs etc.
- Лінус Торвальдс - творець ядра Linux.
- Теодор Цо - займався підтримкою файлових систем для ядра Linux.
- Роберт Янг - один із засновників RedHat.

## Саундтрек
- Summer 1991 (Grönholm-Torvalds)
- Southbound Vertigo Parkway (Ifgray-Puranen-Hallanaho)
- The Evil Empire (Grönholm)
- About The Values (Grönholm-Stallman)
- Free Software Song (Trad.-Stallman, arr. by Grönholm)
- Ballad of Linus Torvalds (Ifgray-Puranen-Currie)
- Web of Trust (Grönholm-Torvalds)
- The Linus´s Law of Motivation (Grönholm-Torvalds)
- The Tribe (Grönholm-Raymond)
- Warezz (Pakarinen)
- Memory of Linux (Grönholm-Torvalds)
- Ghost of the Valley (Ifgray-Puranen-Hallanaho)
- Free Software Jingle (Grönholm-Stallman)

## Див.також
- Revolution OS
- Пірати Силіконової долини
- Відкритий вихідний код
- Linux
- Собор і базар